# NGC 7163
NGC 7163 (również PGC 67785) – galaktyka spiralna z poprzeczką (SBab), znajdująca się w gwiazdozbiorze Ryby Południowej. Odkrył ją John Herschel 27 września 1834 roku.